# 香川景全
香川 景全（かがわ かげはる、生没年不詳）は戦国時代・安土桃山時代の讃岐国の武将。西讃の守護代香川之景の弟。讃岐高丸城主。通称、観音寺又五郎。
善通寺合戦に参陣した。長宗我部元親の讃岐侵攻の際に家老である香川備前守の言を容れ、信景（之景）に和議を進言する。羽柴秀吉の四国征伐の後は消息不明。